# Iguatemi (ort)
Iguatemi är en ort i Brasilien.   Den ligger i kommunen Iguatemi och delstaten Mato Grosso do Sul, i den södra delen av landet, 1 100 km sydväst om huvudstaden Brasília. Iguatemi ligger 342 meter över havet och antalet invånare är 9 619.
Terrängen runt Iguatemi är huvudsakligen platt. Iguatemi ligger uppe på en höjd. Runt Iguatemi är det glesbefolkat, med 16 invånare per kvadratkilometer.. Det finns inga andra samhällen i närheten.
Trakten runt Iguatemi består i huvudsak av gräsmarker.